# Марінос Саціас
Марінос Саціас (грец. Μαρίνος Σατσιάς, * 24 травня 1978, Нікосія) — кіпрський футболіст, півзахисник.

## Досягнення
- Чемпіон Кіпру (8):

АПОЕЛ: 1995-96, 2001-02, 2002-03, 2006-07, 2008-09, 2010-11, 2012-13, 2013-14
- Володар Кубка Кіпру (6):

АПОЕЛ: 1995-96, 1996-97, 1998-99, 2005-06, 2007-08, 2013-14
- Володар Суперкубка Кіпру (8):

АПОЕЛ: 1996, 1997, 2002, 2004, 2008, 2009, 2011, 2013